# Limothnes leucotoma
Limothnes leucotoma är en fjärilsart som beskrevs av Turner 1935. Limothnes leucotoma ingår i släktet Limothnes och familjen praktmalar, Oecophoridae. Inga underarter finns listade i Catalogue of Life.